# Aldershot Town Football Club
L'Aldershot Town Football Club è un club calcistico di Aldershot (Hampshire), nel Regno Unito, affiliato alla Football Association e alla Football League. Fondato nel 1992, esso sorse sulle ceneri del preesistente Aldershot F.C., fallito proprio in quello stesso anno per insolvenza agli obblighi fiscali.
Nell'aprile del 2008 il club ha guadagnato l'accesso alla Football League Two, la quarta divisione inglese, che fu la serie di militanza della società fallita nel 1992.

## Storia
Il 25 marzo 1992 l'Aldershot F.C. fu dichiarato fallito, diventando così il primo club degli ultimi 30 anni a non poter terminare la stagione sportiva causa chiusura forzata. Un gruppo di tifosi decise così di dar vita a un nuovo club, che prese il nome di Aldershot Town F.C. il quale, per ventura, era anche il nome originale dell'Aldershot prima che questi cambiasse il suo nome nel 1937.
Il nuovo club partì dall'Isthmian League Division Three, una Lega regionale afferente al sud-est inglese, corrispondente al nono livello nazionale, cinque livelli più in basso della Fourth Division di militanza del vecchio Aldershot F.C.
La squadra affrontò due stagioni di successo e già nel 1995 era risalita di due categorie, fino alla Isthmian League First Division, fallendo l'accesso nel 1996 alla Premier Division solo per differenza reti. Dopo quattro stagioni di permanenza nella First Division, nel 1998 la squadra si piazzò prima e accedette alla Premier Division, nella quale rimase cinque stagioni. Nel 2003 vinse il campionato e fu ammessa alla Football Conference, il sistema immediatamente inferiore alla Football League.
Nel 2004 l'Aldershot Town si classificò per i playoff di Conference, perdendo la finale per la promozione in Football League; nella stagione successiva, dopo la ristrutturazione in gironi geografici, la squadra trovò posto nella Conference National, la più bassa divisione nazionale del sistema calcistico inglese, di natura semiprofessionistica. In tale serie il club ha militato fino al 2008, anno in cui ha vinto il campionato e ha conquistato l'ammissione alla Football League 2, il gradino più basso della Football League. Contestualmente alla promozione - ottenuta con 101 punti in 46 incontri, record nazionale per la Conference - ha vinto anche la Conference League Cup, la coppa della Football Association riservata alle squadre di 5ª e 6ª divisione nazionale.
Per quanto riguarda le altre competizioni nazionali cui il club ha preso parte, si registra la semifinale nella FA Trophy del 2003/04 e del 2007/08, i quarti di finale della FA Vase nel 1993/94, la citata Conference League Cup e un terzo turno nella Coppa d’Inghilterra nel 2006/07 (eliminazione a opera del Blackpool, vincitore 4-2).

## Cronologia
| Stagione  | Serie                        | Class. | FA Cup | FA Vase | FA Trophy | Conf. Cup | Note                                        |
| --------- | ---------------------------- | ------ | ------ | ------- | --------- | --------- | ------------------------------------------- |
| 1992/93   | Isthmian League 3rd Div.     | 1      | -      | -       | -         | -         | Promossa in Isthmian League 2nd Division    |
| 1993/94   | Isthmian League 2nd Div.     | 3      | -      | Q.F.    | -         | -         | Promossa in Isthmian League 1st Division    |
| 1994/95   | Isthmian League 1st Div.     | 4      | 1° t.  | -       | 3° t.     | -         | -                                           |
| 1995/96   | Isthmian League 1st Div.     | 5      | 4° t.  | -       | 3° t.     | -         | -                                           |
| 1996/97   | Isthmian League 1st Div.     | 7      | 2° t.  | -       | 3° t.     | -         | -                                           |
| 1997/98   | Isthmian League 1st Div.     | 1      | 1° t.  | -       | 3° t.     | -         | Promossa in Isthmian League Premiership     |
| 1998/99   | Isthmian League Premier Div. | 7      | 4° t.  | -       | 4° t.     | -         | -                                           |
| 1999/2000 | Isthmian League Premier Div. | 2      | 2° t.  | -       | 4° t.     | -         | -                                           |
| 2000/01   | Isthmian League Premier Div. | 4      | 1° t.  | -       | 3° t.     | -         | -                                           |
| 2001/02   | Isthmian League Premier Div. | 3      | 1° t.  | -       | 3° t.     | -         | -                                           |
| 2002/03   | Isthmian League Premier Div. | 1      | 4° t.  | -       | -         | -         | Promossa in Conference League               |
| 2003/04   | Football Conference          | 5      | 2° t.  | -       | S.F.      | -         | Perde la finale per la Football League      |
| 2004/05   | Conference National          | 4      | 2° t.  | -       | -         | -         | -                                           |
| 2005/06   | Conference National          | 13     | 2° t.  | -       | -         | -         | -                                           |
| 2006/07   | Conference National          | 9      | 3° t.  | -       | -         | -         | -                                           |
| 2007/08   | Conference National          | 1      | 1° t.  | -       | -         | Vinc.     | Promossa in Football League 2               |
| 2008/09   | Football League 2            | 15     | 2° t.  | -       | -         | -         | -                                           |
| 2009/10   | Football League 2            | 6      | 2° t.  | -       | -         | -         | -                                           |
| 2010/11   | Football League 2            | 14     | 2° t.  | -       | -         | -         | -                                           |
| 2011/12   | Football League 2            | 11     | 2° t.  | -       | -         | -         | -                                           |
| 2012/13   | Football League 2            | 24     | 4° t.  | -       | -         | -         | Retrocessa in Conference National           |
| 2013/14   | Conference National          | 19     | -      | -       | -         | -         |                                             |
| 2014/15   | Conference National          | 18     | 2° t   | -       | -         | -         |                                             |
| 2015/16   | Conference National          | 15     | 1° t.  | -       | -         | -         |                                             |
| 2016/17   | Conference National          | 5      | -      | -       | 5° t.     | -         |                                             |
| 2017/18   | Conference National          | 5      | 1° t.  | -       | -         | -         |                                             |
| 2018/19   | Conference National          | 21     | 1° t.  | -       | -         | -         | Retrocessa in National League poi riammesso |
| 2019/20   | Conference National          | 18     | -      | -       | -         | -         |                                             |
| 2020/21   | Conference National          | 15     | -      | -       | Q.F.      | -         |                                             |
| 2021/22   | Conference National          | 20     | -      | -       | 4° t.     | -         |                                             |
| 2022/23   | Conference National          | 18     | -      | -       | Q.F.      | -         |                                             |
| 2023/24   | Conference National          | 8      | -      | -       | 4° t.     | -         |                                             |
| 2024/25   | Conference National          |        | -      | -       | Vinc.     | -         |                                             |

## Colori sociali e simboli
Lo stemma del rinnovato Aldershot Town Football Club è uno scudo blu circolare. Al centro dello scudo è rappresentata una fenice, uccello mitologico che si riteneva fosse in grado di rinascere dalle proprie ceneri. Il riferimento alla vecchia società fallita è evidente, anche nell'iscrizione ai bordi dell'immagine sullo scudo: la fenice è sormontata dalla ragione sociale del club in stampatello, ALDERSHOT TOWN F.C.. Ai piedi della fenice c'è l'anno di fondazione, 1992, e l'iscrizione che fa da contraltare al nome del club è THE RISING PHOENIX (l'Araba Fenice).
Sostanzialmente nel senso della continuità con il vecchio club anche i colori sociali: laddove il vecchio Aldershot F.C. usava un'uniforme rossa con pantaloncini e calzettoni blu, il nuovo Aldershot Town veste completamente di rosso e sulla maglia vi sono inserti blu scuro; la tenuta da trasferta è invece speculare, completamente blu con gli inserti rossi.

## Stadio
Lo stadio degli incontri interni della squadra è il Recreation Ground, un impianto di circa 15.000 posti che fu anche sede del fallito Aldershot F.C.
In ragione della relativa vicinanza con l'area londinese, lo stadio è stato impiegato anche, a livello di club, dalla squadra riserve del Chelsea (fino al 2007) e del Reading, nonché, a livello internazionale, anche dall'Inghilterra Under-17.

## Allenatori
- Steve Wignall (1992-1995)
- Paul Shrubb (1995)
- Steve Wigley (1995-1997)
- Andy Meyer (1997)
- Mark Butler (1997)
- Joe Roach (1997)
- George Borg (1997-2002)
- Stuart Cash (2002)
- Terry Brown (2002-2007)
- Martin Kuhl (2007)
- Gary Waddock (2007-2009)
- Jason Dodd (2009)
- Kevin Dillon (2009-2011)
- Dean Holdsworth (2011-2013)
- Andy Scott (2013-2015)
- Chris Barker (2015)
- Barry Smith (2015-2016)
- Gary Waddock (2016-2019)
- Danny Searle (2019-2021)
- Mark Molesley (2021-2022)
- Ross McNeilly (2022-2023)
- Tommy Widdrington (2023-)

## Rosa 2016-2017
| N. |                             | Ruolo | Calciatore      |
| -- | --------------------------- | ----- | --------------- |
| 1  | Inghilterra (bandiera)      | P     | Jake Cole       |
| 2  | Inghilterra (bandiera)      | D     | Nick Arnold     |
| 3  | Grenada (bandiera)          | D     | Anthony Straker |
| 4  | Inghilterra (bandiera)      | C     | Liam Bellamy    |
| 5  | Inghilterra (bandiera)      | D     | Will Evans      |
| 7  | Irlanda (bandiera)          | A     | Shamir Fenelon  |
| 9  | Inghilterra (bandiera)      | A     | Scott Rendell   |
| 10 | Irlanda del Nord (bandiera) | A     | Matt McClure    |
| 11 | Inghilterra (bandiera)      | A     | Bernard Mensah  |

| N. |                        | Ruolo | Calciatore       |
| -- | ---------------------- | ----- | ---------------- |
| 12 | Inghilterra (bandiera) | D     | Cheye Alexander  |
| 16 | Inghilterra (bandiera) | C     | Jake Gallagher   |
| 17 | Inghilterra (bandiera) | C     | James Kellermann |
| 19 | Inghilterra (bandiera) | A     | Idris Kanu       |
| 21 | Inghilterra (bandiera) | P     | Luke Williams    |
| 22 | Inghilterra (bandiera) | D     | Callum Reynolds  |
| 25 | Inghilterra (bandiera) | P     | Mark Smith       |
|    | Inghilterra (bandiera) | D     | Callum Buckley   |
|    | Inghilterra (bandiera) | C     | Emmanuel Oyeleke |

## Rosa 2013-2014
| N. |                        | Ruolo | Calciatore      |
| -- | ---------------------- | ----- | --------------- |
| 1  | Inghilterra (bandiera) | P     | Glenn Morris    |
| 2  | Inghilterra (bandiera) | D     | Joe Oastler     |
| 4  | Inghilterra (bandiera) | C     | Craig Stanley   |
| 5  | Inghilterra (bandiera) | D     | Jake Goodman    |
| 6  | Inghilterra (bandiera) | D     | Adam Webster    |
| 7  | Inghilterra (bandiera) | C     | Adam Mekki      |
| 8  | Irlanda (bandiera)     | C     | Martin Rowlands |
| 9  | Inghilterra (bandiera) | A     | Brett Williams  |
| 10 | Scozia (bandiera)      | A     | Matt Paterson   |
| 11 | Inghilterra (bandiera) | C     | Aaron Wickham   |

| N. |                        | Ruolo | Calciatore       |
| -- | ---------------------- | ----- | ---------------- |
| 12 | Inghilterra (bandiera) | C     | Emmanuel Oyeleke |
| 14 | Inghilterra (bandiera) | C     | Jordan Roberts   |
| 15 | Inghilterra (bandiera) | D     | Chris Barker     |
| 16 | Inghilterra (bandiera) | A     | Jack Maloney     |
| 17 | Inghilterra (bandiera) | C     | Cameron Brown    |
| 19 | Inghilterra (bandiera) | C     | Mark Molesley    |
| 20 | Inghilterra (bandiera) | C     | Meshack Douglas  |
| 21 | Inghilterra (bandiera) | P     | Luke Williams    |
| 22 | Inghilterra (bandiera) | C     | Jaydon Gibbs     |
| 25 | Inghilterra (bandiera) | P     | Nick Pope        |

## Rosa 2012-2013
| N. |                        | Ruolo | Calciatore         |
| -- | ---------------------- | ----- | ------------------ |
| 1  | Inghilterra (bandiera) | P     | Ross Worner        |
| 2  | Inghilterra (bandiera) | D     | Ben Herd           |
| 3  | Inghilterra (bandiera) | D     | Anthony Tonkin     |
| 4  | Galles (bandiera)      | D     | Aaron Morris       |
| 5  | Galles (bandiera)      | D     | Troy Anthony Brown |
| 6  | Inghilterra (bandiera) | D     | Oliver Lancashire  |
| 7  | Inghilterra (bandiera) | A     | Alex Rodman        |
| 8  | Inghilterra (bandiera) | C     | Josh Payne         |
| 9  | Inghilterra (bandiera) | A     | Michael Rankine    |
| 10 | Inghilterra (bandiera) | A     | Danny Hylton       |
| 11 | Inghilterra (bandiera) | C     | Peter Vincenti     |
| 15 | Inghilterra (bandiera) | D     | Guy Branston       |
| 16 | Svezia (bandiera)      | D     | Doug Bergqvist     |
| 17 | Galles (bandiera)      | C     | Adam Mekki         |
| 18 | Inghilterra (bandiera) | C     | Craig Stanley      |

| N. |                        | Ruolo | Calciatore       |
| -- | ---------------------- | ----- | ---------------- |
| 20 | Inghilterra (bandiera) | A     | Craig Reid       |
| 21 | Inghilterra (bandiera) | P     | Jamie Young      |
| 23 | Inghilterra (bandiera) | D     | Sonny Bradley    |
| 24 | Inghilterra (bandiera) | D     | Myles Anderson   |
| 25 | Inghilterra (bandiera) | A     | Kwesi Appiah     |
| 26 | Inghilterra (bandiera) | C     | Scott Donnelly   |
| 28 | Inghilterra (bandiera) | C     | Kieron Cadogan   |
| 29 | Inghilterra (bandiera) | P     | Glenn Morris     |
| 30 | Inghilterra (bandiera) | C     | Harry Cooksley   |
| 32 | Inghilterra (bandiera) | D     | Jack Barton      |
| 34 | Inghilterra (bandiera) | C     | Dwayne Coultress |
| 35 | Inghilterra (bandiera) | P     | Luke Williams    |
| —  | Inghilterra (bandiera) | C     | Danny Rose       |

## Rosa 2007-2008
| N. |                        | Ruolo | Calciatore      |
| -- | ---------------------- | ----- | --------------- |
| 1  | Inghilterra (bandiera) | P     | Nikki Bull      |
| 2  | Inghilterra (bandiera) | D     | Dean Smith      |
| 3  | Inghilterra (bandiera) | D     | Anthony Straker |
| 4  | Inghilterra (bandiera) | C     | Ricky Newman    |
| 5  | Galles (bandiera)      | D     | Rhys Day        |
| 6  | Inghilterra (bandiera) | D     | Anthony Charles |
| 7  | Barbados (bandiera)    | C     | Louie Soares    |
| 8  | Inghilterra (bandiera) | A     | Lewis Chalmers  |
| 9  | Inghilterra (bandiera) | A     | John Grant      |
| 10 | Inghilterra (bandiera) | A     | Rob Elvins      |
| 11 | Inghilterra (bandiera) | C     | Ryan Williams   |
| 12 | Inghilterra (bandiera) | A     | Jonny Dixon     |
| 14 | Inghilterra (bandiera) | A     | Danny Hylton    |

| N. |                        | Ruolo | Calciatore          |
| -- | ---------------------- | ----- | ------------------- |
| 15 | Inghilterra (bandiera) | C     | Ryan Scott          |
| 16 | Irlanda (bandiera)     | C     | Scott Davies        |
| 17 | Inghilterra (bandiera) | A     | Kirk Hudson         |
| 18 | Inghilterra (bandiera) | D     | Dave Winfield       |
| 19 | Inghilterra (bandiera) | C     | Ben Harding         |
| 20 | Inghilterra (bandiera) | D     | Robert Gier         |
| 21 | Inghilterra (bandiera) | D     | Jason Milletti      |
| 22 | Inghilterra (bandiera) | C     | Josh Huggins        |
| 23 | Giamaica (bandiera)    | A     | Joel Grant          |
| 24 | Inghilterra (bandiera) | A     | Danny Simmonds      |
| 25 | Giamaica (bandiera)    | D     | Nathan Koo-Boothe   |
| 33 | Venezuela (bandiera)   | P     | Mikhael Jaimez-Ruiz |
| -- | Inghilterra (bandiera) | C     | Scott Donnelly      |

## Palmarès

### Competizioni nazionali
- National League: 1

2007-2008
- Isthmian League: 1

2002-2003
- Conference League Cup: 1

2007-2008
- Isthmian Football League Cup: 1

1998-1999
- FA Trophy: 1

2024-2025

### Altri piazzamenti
- National League:

Finalista play-off: 2003-2004
- Isthmian League:

Secondo posto: 1999-2000
Terzo posto: 2001-2002
- FA Trophy:

Semifinalista: 2003-2004, 2007-2008